# 小行星21653
小行星21653（21653 Davidwang）是一颗绕太阳运转的小行星，为主小行星带小行星。该小行星于1999年7月22日发现。

## 轨道参数
小行星21653的轨道半长轴为2.7869064 UA，离心率为0.214。